# Yōko Ogawa
Yōko Ogawa (jap. 小川 洋子, Ogawa Yōko; * 30. März 1962 in Okayama, Präfektur Okayama, Japan) ist eine japanische Schriftstellerin.

## Leben
Ogawa studierte an der Waseda-Universität in Tokio. Inspiriert durch klassische japanische Literatur, die Werke von Kenzaburō Ōe und vom Tagebuch der Anne Frank, begann sie 1986 ihre Karriere als Autorin. Ihr Debütwerk, die Erzählung Agehachō ga kowareru toki, brachte ihr 1988 den Kaien-Preis ein.
Für die Novelle Ninshin karendā („Schwangerschaftskalender“) gewann sie 1991 den renommierten Akutagawa-Preis. Für den Roman Hakase no aishita sūshiki, der unter der Regie Takashi Koizumis 2006 als Film umgesetzt wurde, wurde sie 2004 mit dem Yomiuri-Literaturpreis ausgezeichnet; Mīna no kōshin brachte ihr 2006 den Tanizaki-Jun’ichirō-Preis ein. 2005 wurde ihr Roman Der Ringfinger von Diane Bertrand verfilmt.
2020 gelangte The Memory Police, die englischsprachige Übersetzung von Ogawas bereits 1994 erschienenem Roman Hisoyaka na kesshō (密やかな結晶) durch Stephen Snyder, auf die Shortlist des International Booker Prize. 2020 erschien auch die deutsche Übersetzung unter dem Titel Insel der verlorenen Erinnerung.
Ogawas Werk, das aus über zehn Romanen und zahlreichen Erzählungen besteht, wurde ins Chinesische, Koreanische, Französische, Deutsche, Italienische, Griechische, Katalanische, Spanische, Polnische und Englische übersetzt. Auf Deutsch erscheint ihr Werk im Münchner Liebeskind Verlag, die Taschenbuchausgaben lizenziert für den Aufbau-Verlag.
Ogawa lebt mit ihrer Familie in der Präfektur Hyōgo.

## Auszeichnungen
- 1988: Kaien Preis für ihr Debüt Der zerbrochene Schmetterling (揚羽蝶が壊れる時, Agehachō ga kowareru toki)
- 1990: Akutagawa-Preis für Ninshin karendā (妊娠カレンダー)
- 2004: Yomiuri-Preis und Großer Preis der Buchhändler für Das Geheimnis der Eulerschen Formel (博士の愛した数式, Hakase no aishita sūshiki)
- 2004: Izumi-Kyōka-Literaturpreis für Burafuman no maisō (ブラフマンの埋葬)
- 2006: Tanizaki-Preis für Mīna no kōshin (ミーナの行進)
- 2008: Shirley Jackson Award für "The Diving Pool"
- 2021: Kikuchi-Kan-Preis für ihr über 30-jähriges literarisches Schaffen, das auch in Übersetzungen international anerkannt wird.[2]

## Werke
- 1989 Kanpeki na byōshitsu (完璧な病室), Vier Erzählungen
  - Der zerbrochene Schmetterling. Aus dem Japanischen von Ursula Gräfe und Kimiko Nakayama-Ziegler, Liebeskind Verlag, München 2007, ISBN 978-3-935890-47-2. Enthält die drei Erzählungen Das Schwimmbecken (ダイビング・プール, daibingu pūru, 1989), Das vollkommene Krankenzimmer (完璧な病室, kanpeki na byōshitsu, 1989) und Der zerbrochene Schmetterling (揚羽蝶が壊れる時, agehachō ga kowareru toki, 1988, Ōgawas Debüt-Erzählung).[3]
- 1990 Ninshin karendā (妊娠カレンダー)
  - Schwimmbad im Regen. Aus dem Japanischen von Ursula Gräfe und Kimiko Nakayama-Ziegler, Liebeskind Verlag, München 2003, ISBN 3-935890-13-3. Enthält die drei Erzählungen Das Wohnheim (ドミトリイ, domitorī,  1990), Tagebuch einer Schwangerschaft (妊娠カレンダー, ninshin karendā,  1990) und Schwimmbad im Regen (夕暮れの給食室と雨のプール, yūgure no kyūshokushitsu to ame no pūru, 1991).
- 1991 Yohaku no ai (余白の愛). Roman
  - Liebe am Papierrand. Aus dem Japanischen von Ursula Gräfe und Kimiko Nakayama-Ziegler, Liebeskind Verlag, München 2004, ISBN 3-935890-25-7.
- 1994 Kusuriyubi no hyōhon (薬指の標本), Roman
  - Der Ringfinger. Aus dem Japanischen von Ursula Gräfe und Kimiko Nakayama-Ziegler, Liebeskind Verlag, München 2002, ISBN 3-935890-07-9.
- 1994 Hisoyaka na kesshō (密やかな結晶), Roman
  - Insel der verlorenen Erinnerung. Aus dem Japanischen von Sabine Mangold, Liebeskind Verlag, München 2020, ISBN 978-3-95438-122-7.
- 1996 Yasashii uttae (やさしい訴え), Roman
  - Zärtliche Klagen. Aus dem Japanischen von Sabine Mangold, Liebeskind Verlag, München 2017, ISBN 978-3-95438-073-2.
- 1996 Hoteru airisu (ホテル・アイリス), Roman
  - Hotel Iris. Aus dem Japanischen von Ursula Gräfe und Kimiko Nakayama-Ziegler, Liebeskind Verlag, München 2001, ISBN 3-935890-00-1.
- 1998 Kamokuna-shigai, midarana tomurai (寡黙な死骸 みだらな弔い), Roman
  - Das Ende des Bengalischen Tigers. Aus dem Japanischen von Sabine Mangold, Liebeskind Verlag, München 2011, ISBN 978-3-935890-75-5.
- 1998 Kōritsuita kaori (凍りついた香り), Roman
  - Der Duft von Eis. Aus dem Japanischen von Sabine Mangold, Liebeskind Verlag, München 2022, ISBN 978-3-95438-150-0.
- 2000 Chinmoku hakubutsukan (沈黙博物館), Roman
  - Das Museum der Stille. Aus dem Japanischen von Ursula Gräfe und Kimiko Nakayama-Ziegler, Liebeskind Verlag, München 2005, ISBN 3-935890-31-1.
- 2003 Hakase no aishita sūshiki (博士の愛した数式), Roman
  - Das Geheimnis der Eulerschen Formel. Aus dem Japanischen von Sabine Mangold, Liebeskind Verlag, München 2012, ISBN 978-3-935890-88-5.
- 2004 Burafuman no maisō (ブラフマンの埋葬), Roman
- 2006 Mīna no kōshin (ミーナの行進), Roman
- 2009 Neko o daite zō to oyogu (猫を抱いて象と泳ぐ), Roman
  - Schwimmen mit Elefanten. Aus dem Japanischen von Sabine Mangold, Liebeskind Verlag, München 2013, ISBN 978-3-95438-013-8.
- 2012 Kotori (ことり), Roman
  - Der Herr der kleinen Vögel. Aus dem Japanischen von Sabine Mangold, Liebeskind Verlag, München 2015, ISBN 978-3-95438-050-3.
- 2015 Kohaku no matataki (琥珀のまたたき), Roman
  - Augenblicke in Bernstein. Aus dem Japanischen von Sabine Mangold, Liebeskind Verlag, München 2019, ISBN 978-3-95438-100-5.